# Manfred Vohrer

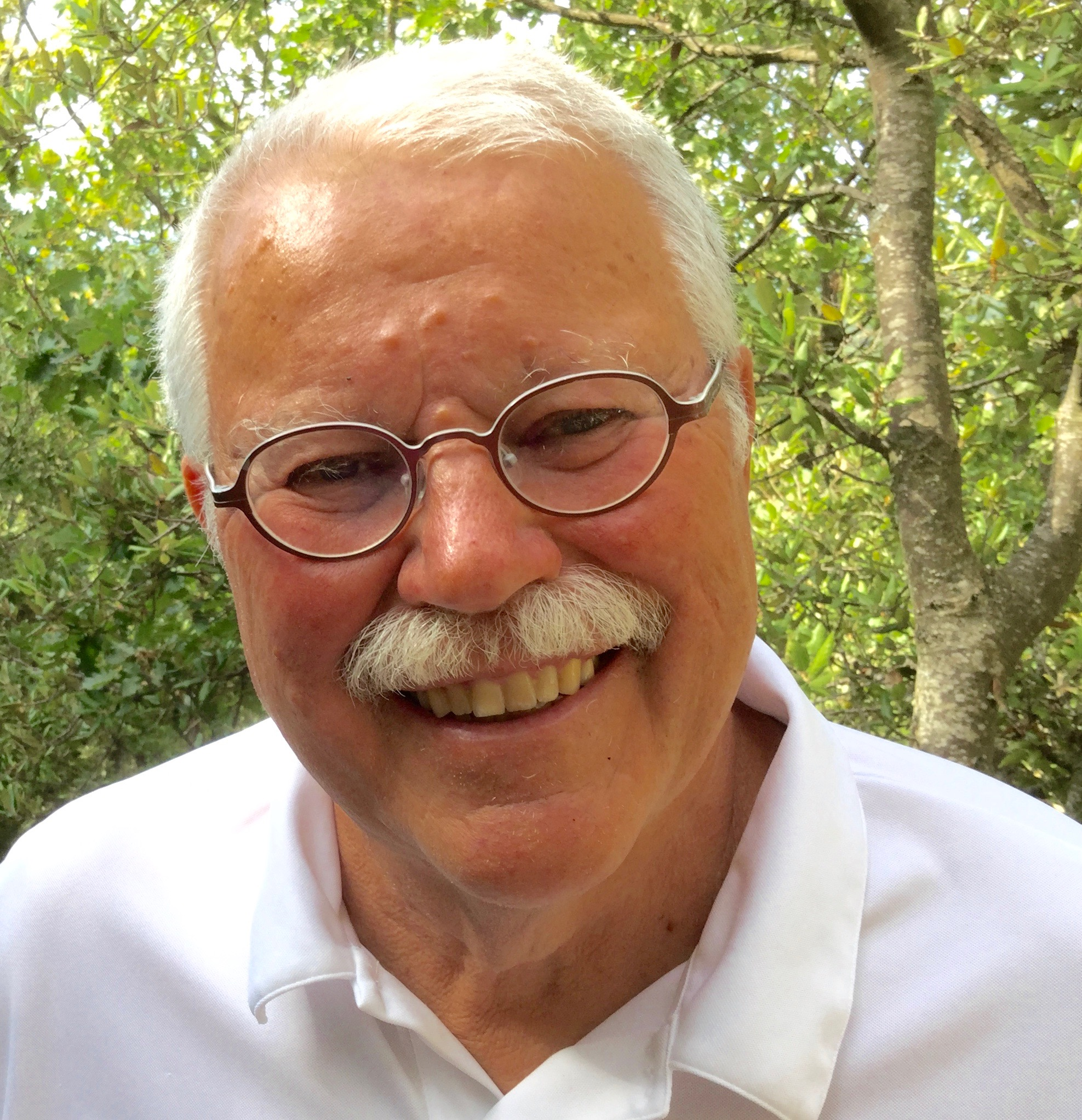
Manfred Vohrer, 2017

Manfred Vohrer (* 21. Juni 1941 in Reutlingen) ist ein deutscher Politiker (FDP), Volkswirt und Unternehmer.

## Leben
Manfred Vohrer wurde als dritter Sohn des Kaufmanns Adolf Vohrer und dessen Ehefrau Klara Vohrer, geborene Betz, in Reutlingen geboren. Er besuchte dort die Volksschule und anschließend das Friedrich-List-Gymnasium Reutlingen bis zur Mittleren Reife. Seine Lehrzeit schloss er mit der Facharbeiterprüfung als Rundfunk- und Fernsehmechaniker ab. Das Abitur legte er am Theodor-Heuss-Gymnasium Reutlingen ab. Zeitgleich lernte er Einzelhandelskaufmann im elterlichen Sportartikelgeschäft. Er studierte von 1963 bis 1968 Wirtschaftswissenschaften an den Universitäten in Tübingen, Lausanne und Freiburg, schloss das Studium als Diplom-Volkswirt ab und wurde 1971 an der Universität Freiburg mit einer Arbeit über die Mobilität der Produktionsfaktoren in der Landwirtschaft bei Constantin von Dietze zum Dr. rer. pol. promoviert. Von 1968 bis 1972 war er als Geschäftsführer des Bundes Badischer Landjugend und Leiter des Referats Jugend und Bildung beim Badischen Landwirtschaftlichen Hauptverband tätig.

## Politik
Vohrer trat 1962 der FDP in Schallstadt bei. Von 1972 bis 1983 war er Mitglied des Deutschen Bundestages. Dort war er Mitglied in folgenden Ausschüssen: Obmann im Finanzausschuss (1972–1976) und Stellvertreter im Ausschuss für Ernährung, Landwirtschaft und Forsten (1972–1983). Er war von 1976 bis 1983 entwicklungspolitischer Sprecher der FDP-Fraktion. Er wurde stets über die Landesliste Baden-Württemberg gewählt.
Vohrer war von 1973 bis 1983 Mitglied der Parlamentarischen Versammlung der Westeuropäischen Union und des Europarates in Straßburg. In letzterer war er Generalsekretär der liberalen Fraktion (1974–1980) und von 1980 bis 1983 Fraktionsvorsitzender der Liberalen. Von 1989 bis 1994 war er Mitglied des Europäischen Parlaments und dort Mitglied im Umweltausschuss. Als Berichterstatter im Europarat und Europäischen Parlament gab er seit 1973 Anregungen zu mehr Ökologie in der Marktwirtschaft und trat 1991 im Europäischen Parlament als Berichterstatter für „Ökonomische und fiskalische Instrumente der Umweltpolitik“ für den Emissionshandel in der Klimapolitik ein.
Vohrer ist Vorsitzender des Freundeskreises Walter Scheel e.V., der zusammen mit der Walter-Scheel-Stiftung und der Friedrich-Naumann-Stiftung für die Freiheit alle zwei Jahre den Walter-Scheel-Preis verleiht. Er war von 1978 bis 1990 Mitglied des Beirats der Friedrich-Naumann-Stiftung. Er ist seit 1972 Delegierter der europäischen Liberalen und der FDP auf Bundes- und Landesebene.
Vohrer wurden 1980 der Ordre national du Mérite der Französischen Republik, 1981 das Bundesverdienstkreuz am Bande der Bundesrepublik Deutschland und die Große Verdienstmedaille des Europarates verliehen. 1997 hat er einen „Ehrendoktor“ des nichtstaatlichen Instituts für Parlamentarismus und Unternehmensführung in Minsk erhalten. Er ist seit 1994 Ehrenmitglied des Europäischen Parlaments.
Ein Depositum mit Akten von Vohrer aus seiner politischen Tätigkeit von 1973 bis 1982 befindet sich im Archiv des Liberalismus der Friedrich-Naumann-Stiftung für die Freiheit in Gummersbach.

## Unternehmer im CO2-Emissionshandel
Vohrer investierte 1999 sein gesamtes Vermögen in Aufforstungsprojekte, die zur Reduktion des globalen CO2-Ausstoßes beitragen sollen.
Vohrer war bis 2024 Vorstandsvorsitzender und ist Aufsichtsratsvorsitzender der global-woods international AG Münstertal.
Nach Recherchen der Spiegel-Journalistin Susanne Götze kam es rund um Plantagen, die zu einem Unternehmen Vohrers gehörten, zu Vertreibungen und Menschenrechtsverletzungen.

## Schriften
- Landwirtschaft im Wandel. Die Denkschrift der Deutschen Landjugend-Akademie. [Fredeburg: „Landwirtschaftliche Familienbetriebe – Analyse und Möglichkeiten“]. Interpretiert von Peter Sinkwitz, Fredeburg 1970.
- Die Analyse des Mobilitätsverhaltens der Landwirte als Basis für eine agrarische Mobilitätspolitik dargestellt anhand einer beispielhaften Untersuchung im Landkreis Freiburg. Freiburg (Breisgau), Univ., Wirtschaftswiss. Fak., Diss. 1971.
- (Hrsg.): Ökologische Marktwirtschaft in Europa. Nomos Verlag, Baden-Baden 1992, ISBN 3-7890-2636-0, 2. Aufl. 1994, ISBN 3-7890-3639-0.